# روباه و گل‌های کاملیا
روباه و گل‌های کاملیا (به ایتالیایی: la volpe e le camelie) یک رمان به زبان ایتالیایی و نوشته اینیاتسیو سیلونه است.
این رمان نیز مثل سایر آثار سیلونه در مورد فاشیسم و مبارزه با آن است.